# Euclosiana
Euclosiana is een geslacht van kreeftachtigen uit de klasse van de Malacostraca (hogere kreeftachtigen).

## Soorten
- Euclosiana concinna (Galil, 2003)
- Euclosiana crosnieri (Chen, 1989)
- Euclosiana exquisita (Galil, 2003)
- Euclosiana guinotae Galil & Ng, 2010
- Euclosiana nitida (Galil, 2003)
- Euclosiana obtusifrons (De Haan, 1841)
- Euclosiana rotundifrons (Chopra, 1933)
- Euclosiana scitula (Galil, 2003)
- Euclosiana tornatilia (Galil, 2003)
- Euclosiana unidentata (De Haan, 1841)
- Euclosiana vella (Galil, 2007)